# Plouvorn
Plouvorn – miejscowość i gmina we Francji, w regionie Bretania, w departamencie Finistère.
Według danych na rok 1990 gminę zamieszkiwały 2584 osoby, a gęstość zaludnienia wynosiła 73 osoby/km² (wśród 1269 gmin Bretanii Plouvorn plasuje się na 224. miejscu pod względem liczby ludności, natomiast pod względem powierzchni na miejscu 192.).